# Lennart Andersson (kulturgeograf)

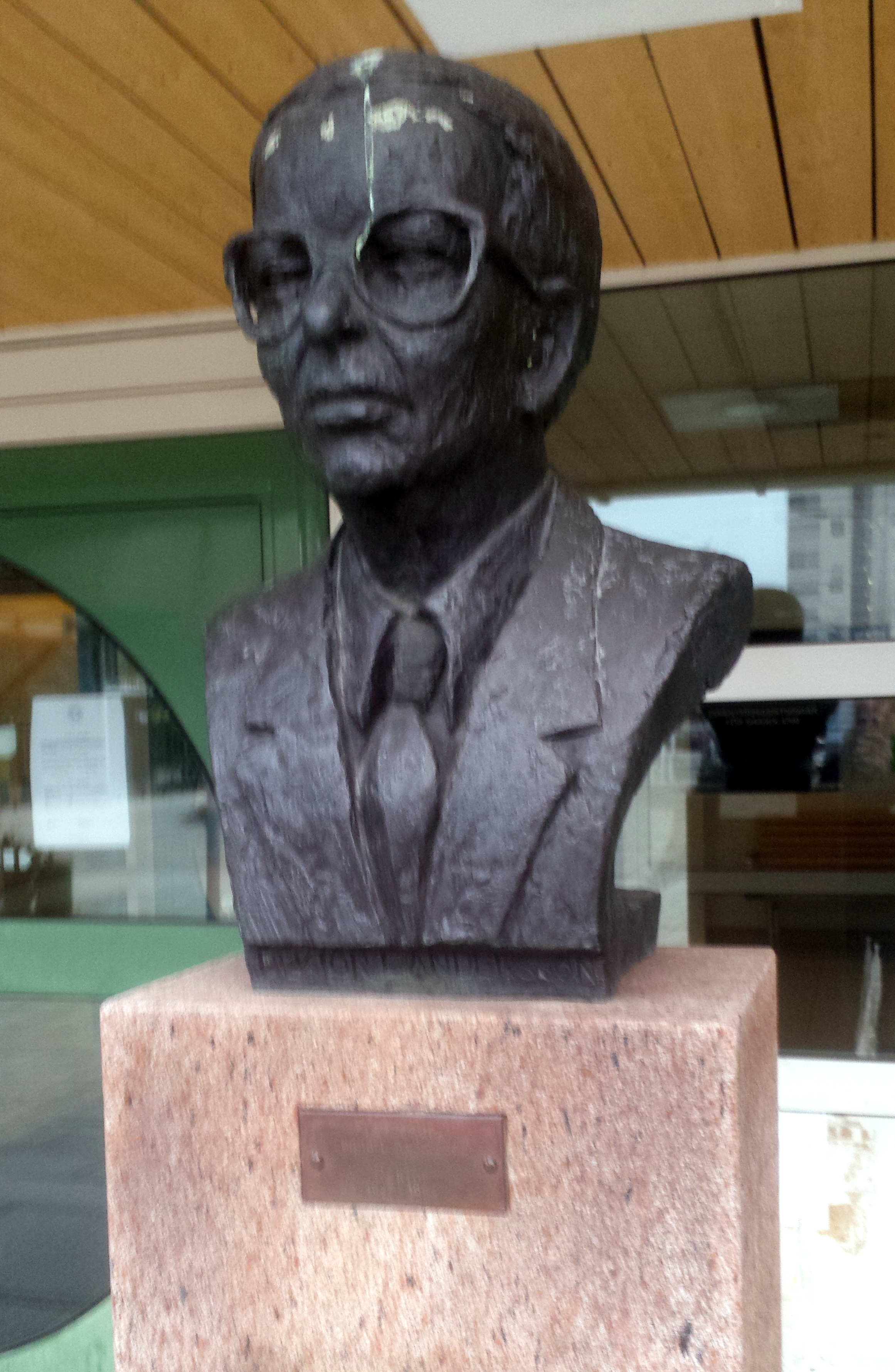
Lennart Anderssons porträttbyst vid Karlstads universitet. Han var lärosätets rektor 1977–1994.

Erik Lennart Andersson, född 17 december 1929 i Hjo, död 16 november 2010 i Karlstad, var en svensk kulturgeograf och akademisk ledare.
Lennart Andersson avlade folkskollärarexamen vid folkskollärarseminariet i Karlstad 1951 och arbetade som lärare fram till 1967. Åren 1962–1964 var han expert vid Skolöverstyrelsen samt 1969–1970 sekreterare i organisationskommittén för Göteborgs högskoleregion. Han blev fil. dr och docent i kulturgeografi vid Göteborgs universitet 1971, hade uppdrag som sakkunnig i Utbildningsdepartementet 1978–1979 och var rektor för den nybildade Högskolan i Karlstad 1977–1994.
Lennart Andersson erhöll professors namn 1987. Han är begravd på Ruds kyrkogård i Karlstad.